# Myrmothera dives
El tororoí ventricanela colombiano (Myrmothera dives), también denominado  hormiguero pechicanelo (en Nicaragua), tororoi o toroide pechicanelo (en Costa Rica), tororoi buchifulvo (en Colombia) u hormiguero panza ocre (en Honduras), es una especie de ave paseriforme de la familia Grallariidae, perteneciente al género Myrmothera, anteriormente incluida en el género Hylopezus y también en la familia Formicariidae. Es nativa de América Central y del noroeste de América del Sur.

## Distribución y hábitat
Se distribuye por la pendiente caribeña desde el este de Honduras, por Nicaragua y Costa Rica, hasta el noroeste de Panamá, y desde el sureste de Panamá hasta la costa del Pacífico del oeste de Colombia y posiblemente extremo noroeste de Ecuador.
Esta especie es considerada bastante común en sus hábitats naturales: los densos enmarañados en bordes de selvas húmedas y bosques de tierras bajas tropicales, principalmente a lo largo de arroyos o alrededor de árboles caídos, por debajo de los 900 m de altitud.

## Descripción
Mide 13 cm de longitud y pesa 44 g. El píleo es de color gris pizarra oscuro con leve escamado tiznado, que se torna oliva grisáceo en la espalda sobre fondo marrón oscuro y oliva opaco en la rabadilla y la coberteras supracaudales. La base de las primarias tiene borde color leonado que contrasta con las coberteras negruzcas. Presenta una mezcla ante y negruzca en la cara y la zona ocular es de color anteado opaco. La garganta y centro de la parte baja del pecho y el vientre son de color blanco y el resto de la región inferior entre ante ocráceo y rufo con listas negruzcas poco definidas e irregulares. El pico presenta maxila de color negro y la mandíbula grisácea con la punta negruzca. Las patas son color carne opaco.

## Alimentación
Se alimenta de insectos y arañas. Busca alimento en pareja en el suelo y en troncos caídos.

## Sistemática

### Descripción original
La especie H. dives fue descrita por primera vez por el zoólogo británico Osbert Salvin en 1865 bajo el nombre científico Grallaria dives; la localidad tipo es «Tucurriquí, Costa Rica».

### Etimología
El nombre genérico femenino «Myrmothera» se compone de las palabras del griego «murmos» que significa ‘hormiga’, y «thēras» que significa ‘cazador’; y el nombre de la especie «dives», proviene del latín y significa ‘costosamente’.

### Taxonomía
Ya fue considerado conespecífico con Myrmothera fulviventris, pero difieren bastante en vocalización y plumaje.
Un amplio estudio de filogenia molecular de Carneiro et al. (2019) de los tororoíes de los géneros Hylopezus y Myrmothera indicó que Hylopezus, como definido, era parafilético con respecto a Myrmothera y a Grallaricula. Específicamente, la presente especie, Hylopezus fulviventris, H. berlepschi y las especies colocadas en Myrmothera forman un clado bien soportado, que es hermano de otro clado formado por todas las especies remanentes de Hylopezus con excepción de Hylopezus nattereri. Por lo tanto, se propuso la transferencia de las tres especies para el género Myrmothera. Esta transferencia fue aprobada en la Propuesta no 832 parte B al Comité de Clasificación de Sudamérica (SACC).

### Subespecies
Según la clasificación del Congreso Ornitológico Internacional (IOC) y Clements Checklist/eBird, se reconocen tres subespecies, con su correspondiente distribución geográfica:
- Myrmothera dives dives (Salvin, 1865) – pendiente caribeña desde el este de Honduras hacia el sur hasta Costa Rica.
- Myrmothera flammulatus Griscom, 1928 – noroeste de Panamá (oeste y centro de Bocas del Toro).
- Myrmothera dives barbacoae Chapman, 1914 – desde el este de Panamá (este de Darién) hacia el sur a lo largo de la pendiente del Pacífico de Colombia (al sur hasta el oeste de Nariño); posiblemente también en Esmeraldas, noroeste de Ecuador.